# Ракулово
Ра́кулово (укр. Ра́кулове) — село, относится к Балтскому району Одесской области Украины.
Население по переписи 2001 года составляло 466 человек. Почтовый индекс — 66122. Телефонный код — 4866. Занимает площадь 1,43 км². Код КОАТУУ — 5120689503.

## Местный совет
66120, Одесская обл., Балтский р-н, с. Шляховое